# شرف الغزاونة (ملحان)

تعديل مصدري - تعديل

شرف الغزاونة هي إحدى قرى عزلة القبلة بمديرية ملحان التابعة لمحافظة المحويت، بلغ تعداد سكانها 751 نسمة حسب تعداد اليمن لعام 2004.